# Сірий лангур
Лангур (Semnopithecus) — рід приматів фауни Старого Світу з родини Мавпові (Cercopithecidae) надродини Catarrhini (вузьконосі). 
Це територіальні тварини, що живуть у різних середовищах існування, від пустель до тропічних дощових лісів, від рівня моря до 4000 метрів на індійському субконтиненті. Вважаються священними тваринами у індусів. До недавна до роду належав один вид, Semnopithecus entellus, зараз визначають сім видів.

## Вигляд
Досить великі, стрункі тварини. Їх хутро сіре зверху, знизу білувате або оранжево-жовте. Чорне чи фіолетове обличчя голе й оточене білястим волоссям. Ці тварини можуть досягати довжини тіла 40-78 см; хвіст довший тіла і може вирости до 110 см. Вага до 23 кг.

## Стиль життя
Вони активні в основному вранці і ввечері, відпочиваючи у найгарячішу частину дня. Вони їдять рослинний матеріал, такий як листя, з додаванням фруктів, квітів і рослин. Вони витрачають значну частину часу на землі, але також можуть легко переміщатися по деревах. Живуть у великих змішаних групах від 5 до 125 тварин, але від 13 до 37 це норма. Групи мають ієрархію.

## Види
Відомо 7 сучасних видів роду Semnopithecus:
- Semnopithecus ajax (Лангур кашмірський)
- Semnopithecus dussumieri (Лангур південнорівнинний)
- Semnopithecus entellus (Лангур північнорівнинний)
- Semnopithecus hector (Лангур тарайський)
- Semnopithecus hypoleucos (Лангур чорноногий)
- Semnopithecus priam (Лангур чубатий)
- Semnopithecus schistaceus (Лангур непальський)